# Lauri Rapala
Lauri Rapala, född 1905, död 1974, var den som grundade det finska sportfiskemärket Rapala på 1930-talet. Export inleddes 1955 till Sverige och Norge. Sönerna Risto, Esko och Ensio tog över verksamheten efter faderns död.